# 葛錫迪
葛錫迪，AC（英語：：1924年7月5日—2021年4月10日），澳洲籍天主教司鐸級樞機。也是聖座宗座基督徒合一促進理事會榮休主席和末任聖座駐華大使並獲得澳洲勳章。

## 生平
葛錫迪在1924年7月5日生於澳洲新南威爾斯州首府悉尼。他於1949年7月23日在沃加沃加教區晉鐸。
1970年11月15日晉牧，經時任教宗保祿六世任命為聖座駐華大使，領銜阿曼蒂亞總教區總主教。1971年10月25日，聯合國大會第2758號決議通過，同日駐華教廷大使被教廷召回，1973年改為駐孟加拉兼駐華大使，駐華使館館務先短暫由公使代辦代理館務，再改為層級更低的公使銜參贊銜代辦辦理使事。1979年，中華民國與美國斷交後，葛錫迪卸下駐華大使職務，亦是最後一位大使。此後教廷駐華的外交官正式降為政務參贊銜代辦至今。
1973年至1979年及1979年，分別擔任駐孟加拉兼駐賴索托。並且在1979年至1984年，兼駐南非。1984年改任聖座駐荷蘭大使。1988年被召回任國務院事務處官員。
1989年12月12日，改任命為聖座宗座基督徒合一促進理事會主席。1991年6月28日成為執事級樞機。直到2001年3月3日榮休，及由瓦爾特·卡斯珀樞機接替成為聖座宗座基督徒合一促進理事會主席。2002年2月26日被任為司鐸級樞機。他曾參與2005年教宗選舉秘密會議，當時選出的是教宗本篤十六世。

## 牧徽

愛德華·伊德里斯·卡西迪樞機牧徽